# Trường tiểu học Chorister
Trường tiểu học Chorister là trường bán công cho các em độ tuổi 2-13. Nó có nhà trẻ (mở cửa vào tháng 9 năm 2008), mẫu giáo và cấp 1 bán trú và nội trú ở quận Durham, nước Anh. Trường tọa lạc ở số 9 đường College, là một tòa nhà cổ hạng 1 kế nhà thờ Durham. Đa số các em là học sinh bán trú, với khoảng 45 học sinh nội trú. Trước là trường nam nhưng bắt đầu chuyển sang thâu nhận nữ sinh từ tháng 9 năm 2009. Học sinh được dạy trong các lớp học nhỏ trong các tòa nhà cổ trong khuôn viên giáo đường.

## Lịch sử
Trường thành lập năm 1416 dành cho các nam sinh trong ban hát nhà thờ. Thời gian đầu chỉ có 5-24 em tuổi từ 8 đến 20, sau 1948 trường mở rộng và được xây thêm. Trở thành trường bán công vào năm 1994.

## Thể thao
Trường Choriter không phải là trường điểm về thể thao vì nó chỉ là một trường tiểu học, nhưng có một số thành tích vào năm 2005-2006, khi các đội bóng rugby nam không hề thua trận nào trong cả năm. Dưới sự dìu dắt của huấn luyện viên Jon Bland đội đã thắng 10 trận liên tiếp với tỉ số tổng cộng 486/0 không để lọt lưới trái nào. Đoạt danh hiệu School Sports Matter 2006. Họ cũng giành giải đấu bảy phía Bắc được tổ chức tại Durham. Tạo thế cho đội bóng đá tiến lên giành chiến thắng tất cả bốn trận ở giải 1st XI và một giải bên lề ở trường nam Newcastle, dưới sự dẫn dắt của huấn luyện viên Gary Brown. Riêng đội cricket dưới sự chỉ đạo của huấn luyện viên Jon Bland đã đoạt thành tích thắng 7 hòa 1 không bàn thua với số điểm 150.

## Hiệu trưởng
- Henry Madden: 1876 -
- FS Dennett: 1914-1929
- Henry Yorke Ganderton: 1929-1957
- John M Grove: 1957-1978
- Raymond G Lawrence: 1978-1994
- Stephen Drew: 1994-2003
- Ian Hawksby: 2003-2010
- Lin Lawrence (tạm thời): 2010
- Yvette: 2011-nay

## Các học sinh cũ đáng chú ý
- Rowan Atkinson (sinh 1955), diễn viên hài, "Mr Bean"[1]
- Tony Blair (sinh 1953), cựu Thủ tướng Chính phủ của Vương quốc Anh [1]
- James Fenton (sinh 1949), nhà thơ, nhà báo và nhà phê bình văn học [1]
- Christopher Hancock (1928-2004), diễn viên [2]
- Stephen Hancock (em trai của Christopher), diễn viên, người đóng vai Ernest Đức Giám mục trong đường Coronation [2]
- Sir John Luật (sinh năm 1945), Rt Hon Chúa Tư pháp luật, Thẩm phán Tòa án tối cao từ năm 1992 và 1999, khi ông đến Toà án cấp phúc thẩm [1]
- Paddy MacDee, (Patrick McDermott) (sinh c. 1950) chương trình phát thanh chủ [1]
- Sir Peter Vardy (sinh 1947), doanh nhân [1]
- James Wood (sinh 1965), Giáo sư của Thực hành của Phê Bình Văn Học tại Đại học Harvard và đóng góp cho tờ The New Yorker [1]